# 그 남자의 집
그 남자의 집(His House)은 영국에서 제작된 레미 위크스 감독의 2020년 스릴러 영화이다. 솝 디라이수 등이 주연으로 출연하였다.
2020년 1월 27일 선댄스 영화제를 통해 전 세계에 초연되었다. 2020년 10월 30일 넷플릭스를 통해 개봉하였으며 평론가들로부터 좋은 평가를 받았다.

## 출연

### 주연
- 솝 디라이수
- 운미 모사쿠

### 조연
- 맷 스미스
- 하비에르 보텟